# Bojana Klincov
Bojana Klincov (* 22. Juni 2001) ist eine Schweizer Tennisspielerin.

## Karriere
Klincov spielt hauptsächlich bei Turnieren der ITF Women’s World Tennis Tour, wo sie bisher einen Turniersieg im Einzel erreichte.

## Turniersiege

### Einzel
| Nr. | Datum             | Turnier  | Kategorie | Belag   | Finalgegnerin | Ergebnis      |
| --- | ----------------- | -------- | --------- | ------- | ------------- | ------------- |
| 1.  | 10. November 2019 | Solarino | ITF W15   | Teppich | Tatiana Pieri | 3:6, 6:4, 6:3 |

## Weltranglistenpositionen am Saisonende
| Jahr   | 2018 | 2019 | 2020 | 2021 | 2022 |
| ------ | ---- | ---- | ---- | ---- | ---- |
| Einzel | 1049 | 1006 | 844  | 884  | 574  |
| Doppel | —    | —    | —    | —    | —    |